# Irving Fineman
Irving Fineman, född 1893, död 1976, var en amerikansk författare av judisk börd.
Irving Fineman föddes i en välbärgad medelklassfamilj i New York och utbildade sig till ingenjör med bro- och vägkontruktioner som specialitet. Han deltog i första världskriget som ingenjörofficer vid flottan men återgick 1922 till civil ingenjörsverksamhet, samtidigt som han undervisade vid en teknisk högskola. Litterärt intresserad sedan barndomen debuterade Fineman 1930 med romanen This pure young man och utgav senare Lovers must learn (1932), Hear, ye sons (1933), vars huvudfigur är en polsk jude, som arbetar sig fram till att bli en stor advokat i New Yor,, Doctor Addams (1939, svensk översättning 1941), en intensiv, brett upplagd skildring av en medicinsk vetenskapsman, hans forskningar och erotiska upplevelser, Finemans huvudarbete, och Jacob, en självbiografisk berättelse.